# Onogorgia
Onogorgia is een geslacht van neteldieren uit de klasse van de Anthozoa (bloemdieren).

## Soort
- Onogorgia nodosa (Molander, 1929)